# 1856 Růžena
1856 Růžena este un asteroid din centura principală, descoperit pe 8 octombrie 1969 de Liudmila Cernîh.